# تشامبيلان
تشامبيلان هي إحدى مدن هايتي. يبلغ عدد سكانها 16,883 نسمة، حسب إحصائيات سنة 2003. يبلغ ارتفاع المدينة عن سطح البحر قرابة 307 متر.